# Sebastes simulator
Sebastes simulator és una espècie de peix pertanyent a la família dels sebàstids i a l'ordre dels escorpeniformes.

## Descripció
Fa 30 cm de llargària màxima. 12-14 radis a l'aleta dorsal. 5-6 radis a l'aleta anal. 28-33 branquiespines. 33-40 porus a la línia lateral. 26 vèrtebres. És de color rosa vermellós i, de vegades, amb un tint fosc i 3-4 taques rosades al dors. Ventre i pit blancs. No presenta taques verdes o línies ondulades a la part superior del dors. La segona espina anal és més allargada que la tercera. Peritoneu gris. La forma entre els ulls és còncava.

## Reproducció
És de fecundació interna i vivípar. A les costes septentrionals i centrals de Califòrnia, l'època reproductiva té lloc entre el gener i el març.

## Alimentació
El seu nivell tròfic és de 3,63.

## Hàbitat i distribució geogràfica
És un peix marí, demersal (entre 99 i 293 m de fondària, normalment fins als 200) i de clima subtropical, el qual viu al Pacífic oriental central: des de San Pedro (el sud de Califòrnia, els Estats Units) fins a l'illa Guadalupe (Baixa Califòrnia, Mèxic), incloent-hi el corrent de Califòrnia.

## Observacions
És inofensiu per als humans i el seu índex de vulnerabilitat és de moderat a alt (46 de 100).